# 圣乔治 (犹他州)
圣乔治（英語：St. George）位于美国犹他州西南部，是华盛顿县的县治。
根据2000年美国人口普查，共有49,663人，其中白人占92.27%、土著美国人占1.64%。

## 著名人物
- 威福·伯明莱，演员
- 亞西婭·卡列拉，女演员
- 潔妲·費舍，女演员和歌手
- 布魯斯·赫斯特，美国职棒大联盟投手
- J·艾德文·西格米勒，医生和生物化学家
- 布伦登·尤里，歌手及词曲作家